# 小林祐太
小林 祐太（こばやし ゆうた、1987年6月19日 - ）は、日本のプロバスケットボール選手である。bjリーグの秋田ノーザンハピネッツに2013-14シーズンの間所属していた。ポジションはガード。
新潟県新潟市出身。小学校6年生時、田臥勇太らを擁した秋田県立能代工業高等学校に憧れ、本格的にバスケットボールに取り組みようになる。中学を卒業すると単身秋田に引っ越し能代工業に入学、3年次にはスターティングメンバーに選ばれた。この時の同期生には信平優希らがいた。
高校卒業後は秋田経済法科大学（ノースアジア大学）を経て、秋田ノーザンハピネッツを運営する秋田プロバスケットボールクラブ社に就職、運営スタッフとして働いていた。しかし2011年、秋田のヘッドコーチに中村和雄が就任したことをきっかけに選手復帰を志し2012年に退職、bjリーグのトライアウトを受験した。結局最終選考には残れなかったものの、2012年7月に秋田の練習生としてチームに加わることになり、2012-13シーズンを練習生として過ごした。2013年6月、選手契約を結ぶことが決まり、2013-14シーズンは選手として臨むことになった。秋田魁新報は小林の特徴についてフットワークを活かしたディフェンスを挙げ、またヘッドコーチの中村はシュート力も評価していた。
小林はレギュラーシーズン52試合中18試合に途中出場し、9得点を挙げた。シーズン終了後、チームは契約を更新せず、小林は退団することとなった
。

## 個人成績
| シーズン         | チーム | GP | GS | MPG | FG%   | 3P%  | FT%   | RPG | APG | SPG | BPG | TO  | PPG |
| ---------------- | ------ | -- | -- | --- | ----- | ---- | ----- | --- | --- | --- | --- | --- | --- |
| bjリーグ 2013-14 | 秋田   | 18 | 0  | 3   | 28.6% | 0.0% | 25.0% | 0.4 | 0.2 | 0.1 | 0   | 0.2 | 0.5 |